# Bulgarie aux Jeux olympiques d'été de 1924
La Bulgarie participe aux Jeux olympiques d'été de 1924 en Paris en France. Il s'agit de la première fois où le pays envoie une délégation, bien que certaines sources affirment que Charles Champaud, un professeur de gymnastique suisse vivant à Sofia, ait représenté la Bulgarie lors des premiers Jeux olympiques d'été de 1896 sans que le comité national olympique ne soit encore fondé.
La Bulgarie n'obtient aucune médaille sans résultat marquant.

## Athlétisme
Quatre athlètes ont représenté la Bulgarie en 1924. C'était la première apparition du pays dans ce sport.
| Athlète             | Épreuve | 1er tour | 1er tour | Demi-finale | Demi-finale | Finale  | Finale  |
| Athlète             | Épreuve | Temps    | Rang     | Temps       | Rang        | Temps   | Rang    |
| ------------------- | ------- | -------- | -------- | ----------- | ----------- | ------- | ------- |
| Kiril Petrunov      | 400 m   | ?        | 4e       | Éliminé     | Éliminé     | Éliminé | Éliminé |
| Lyuben Karastoyanov | 1500 m  | NC       | NC       | ?           | 5e          | Éliminé | Éliminé |
| Anton Tsvetanov     | 10 00 m | NC       | NC       | NC          | NC          | DNF     | DNF     |
| Vasil Venkov        | 10 00 m | NC       | NC       | NC          | NC          | DNF     | DNF     |

| Athlète        | Épreuve          | Qualification | Qualification | Finale      | Finale  |
| Athlète        | Épreuve          | Performance   | Rang          | Performance | Rang    |
| -------------- | ---------------- | ------------- | ------------- | ----------- | ------- |
| Kiril Petrunov | Saut en longueur | 6,0 m         | 9e            | Éliminé     | Éliminé |
| Kiril Petrunov | Triple saut      | 12,015 m      | 9e            | Éliminé     | Éliminé |

## Cyclisme
Trois cyclistes participent aux épreuves sur piste :
- Boris Dimchev sur l'épreuve de sprint est éliminé dès les phases de poules
- Prodan Georgiev et Borislav Stoyanov sont alignés sur le 50 km mais on ignore leurs classements, situés au delà de la huitième place.

Quatre coureurs participeront à l'épreuve sur route  : Georgi Abadzhiev, Atanas Atanasov, Mikhail Georgiev et Mikhail Klaynerov. En individuel, seuls Abadzhiev et Klaynerov franchiront la ligne d'arrivée après plus de 8 minutes (respectivement 53e et 57e). Alignés également sur l'épreuve par équipe, les bulgares ne termineront pas l'épreuve.

## Équitation
Deux cavaliers sont engagés
- Vladimir Stoychev participe au concours de dressage (17e avec 220.2 points) et en concours complet (31e avec 533.5 points)
- Krum Lekarski ne terminera pas le concours complet

## Football
L'équipe de Bulgarie, conduite par le sélectionneur Leopold Nitsch, est constitué de 22 joueurs (voir la composition de l’équipe) évoluant la plupart au PFK Levski Sofia ou au PFK Slavia Sofia.
Dispensé de tour préliminaire, elle s'incline dès son premier match en huitième de finale face à l'équipe de l'État libre d'Irlande sur le score de 1 à 0
| 28 mai 1924 | État libre d'Irlande | 1 - 0 | Bulgarie | Stade olympique, Colombes                  |                                            |
| 16:00       | Duncan 75e           |       |          | Spectateurs : 1 500 Arbitrage : A. Henriot | Spectateurs : 1 500 Arbitrage : A. Henriot |
| 16:00       | (Report)             |       |          | Spectateurs : 1 500 Arbitrage : A. Henriot | Spectateurs : 1 500 Arbitrage : A. Henriot |